# Баганц, Фёдор Фёдорович
Фёдор Фёдорович Баганц (нем. Friedrich Heinrich Bagantz; 17 января 1834, Санкт-Петербург — 21 февраля 1873, Санкт-Петербург) — художник-маринист, профессор Морского кадетского корпуса, единственный из русских художников, совершивший кругосветное плавание, 
удостоен за свои акварели звания художник 1-го класса.

## Биография
Родился в Санкт-Петербурге 17 января 1834 года в семье часового мастера Фридриха Готтарда Баганца, приписанного к цеху часовых мастеров города Митавы и приехавшего в Петербург при императоре Александре I. В 1846 году Баганц поступает в знаменитое Главное немецкое училище св. Петра и заканчивает его в 1850 году. Затем в этом же году он поступает в Императорскую Академию Художеств в класс исторической живописи профессора А. Т. Маркова. Представив в 1858 году на студенческую выставку свой пейзаж, он получает серебряную медаль 2-го достоинства «За успехи и в поощрение». Через два года на соискание Большой серебряной медали и звания художника он выставляет сразу три пейзажа и по решению Совета Академии от 16 ноября 1860 года удостаивается звания «свободного художника». Это даёт возможность Баганцу выйти из цехового общества Митавы, куда он был приписан по рождению.

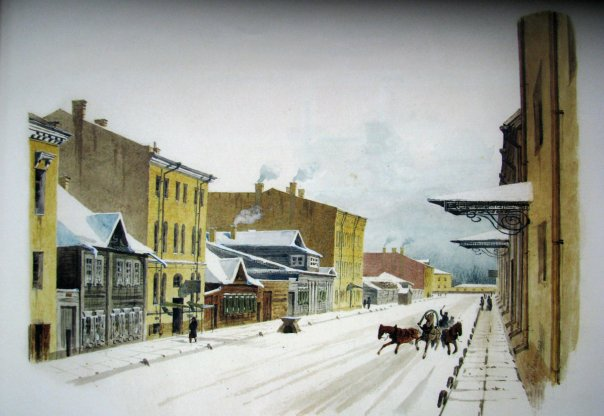
Спасская улица (из «Петербургского альбома»). 1862

После окончания Академии в 1860 году Баганц плодотворно работает над городскими пейзажами в Адмиралтейской и Литейной частях города, выполняя частный заказ графа С. А. Апраксина. Всего сохранилось и издано 28 городских пейзажей в основном Литейной части города. Собрание этих пейзажей в настоящее время хранится в Академии Художеств.
Дальнейшая судьба Баганца оказалась тесно связанной с морем. По ходатайству художника Главного морского штаба А. П. Боголюбова, в мае 1862 года Баганц получил место учителя рисования при Морском кадетском корпусе и назначение на военный корабль для плавания с кадетами по Балтийскому морю «для приобучения их черчению с натуры корабля и всего касающегося моря».

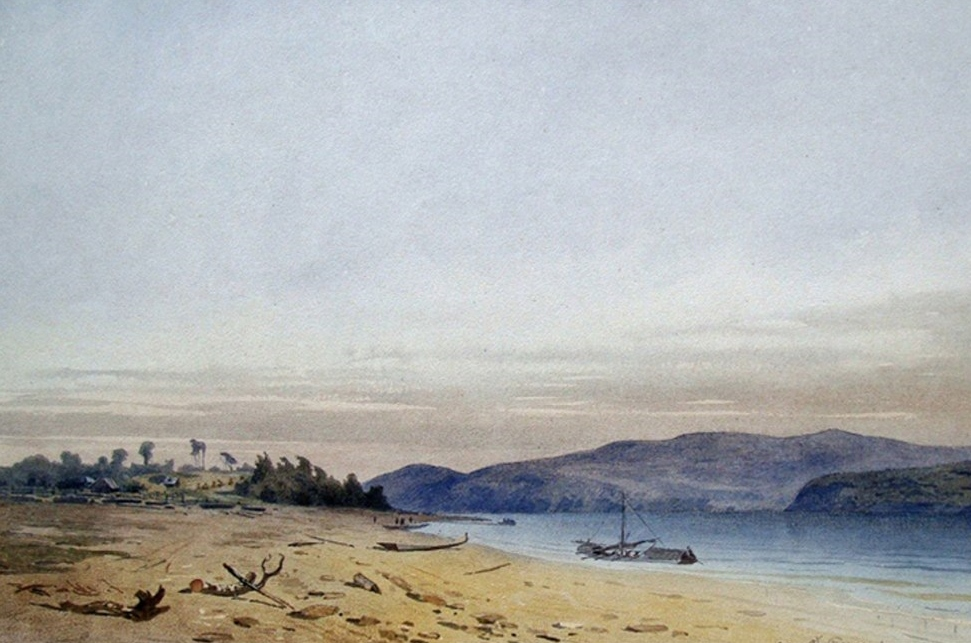
Вид села Пермское, в настоящее время Комсомольск-на-Амуре. Рисунок Ф. Ф. Баганца

В 1864—1865 годах художник, приобретший навыки рисования видов лоций и морских документов, принял участие в длительном плавании на Дальний Восток, совершенном на военном транспорте «Гиляк». Перезимовав в Николаевске-на-Амуре, Баганц вернулся в Петербург осенью 1867 года, проделав сухопутное путешествие через всю Россию. За поднесённый императору Александру II альбом из 80 листов акварелей, выполненных во время экспедиции, Ф. Ф. Баганц был награждён званием художника 1-й степени и бриллиантовым перстнем с рубином. Впрочем, это стало одним из последних приятных событий в его жизни. В 1869 году он теряет горячо любимую жену, умершую в родах.
Желая отвлечься от своего горя, Баганц отправился в новое морское путешествие, ставшее для него роковым: в сентябре 1871 года его доставили в Морской госпиталь города Николаевск-на-Амуре со страшным диагнозом: «паралич и слабоумие с редкими прояснениями сознания». Отцу после долгих хлопот и проволочек удалось доставить больного сына в Петербург, где он вскоре умер — в 1873 году.

## Публикации
- Баганц Ф. Вокруг света / пер. и предисл. К. А. Стожаровой. СПб., 2004.
- Павелкина А. М. Петербург неузнаваемый в акварелях Ф. Ф. Баганца. — СПб.: Крига, 2005. — 96 с. — 1000 экз. — ISBN 5-901805-21-6.